# Hermes com o infante Dionísio
Hermes com o infante Dionísio, também conhecido como Hermes de Olímpia, é um grupo escultórico em mármore representando o deus grego Hermes com o deus Dionísio criança, tradicionalmente atribuído a Praxíteles, e preservado no Museu Arqueológico de Olímpia, na Grécia.
Foi executado em mármore de Paros, e tem 2,13 m de altura. O grupo foi achado em 1877 nas ruínas do Templo de Hera em Olímpia. Estava em fragmentos, e várias partes faltavam: as duas pernas de Hermes abaixo dos joelhos, seu braço direito, alguns dedos na mão esquerda, a cabeça e os braços de Dionísio, além do pedestal e partes do tronco de árvore. Pouco depois foram encontradas várias dessas partes, que foram reintegradas. As partes ausentes foram recriadas, mas foram removidas em um restauro moderno. Hermes segura Dionísio com seu braço esquerdo, apoiado sobre um tronco de árvore coberto pelo seu manto, que cai até o chão, enquanto o direito permanece elevado. Segurava algum objeto, para o qual Dionísio olha. Orifícios na cabeça sugerem que originalmente Hermes devia ter ostentado uma coroa de louros de metal, e resíduos de pigmento indicam que o grupo foi pintado, pelo menos parcialmente. O dorso de Hermes, originalmente polido como a frente, foi refeito mais tarde por um mestre desconhecido e permanece mal acabado. Outras partes também podem ter sido retrabalhadas, como as sandálias e o pedestal.
O grupo foi encontrado no exato local onde Pausânias informou que Praxíteles, um dos principais escultores do Classicismo Tardio, havia instalado um grupo de Hermes carregando Dionísio infante. Essa atribuição foi contestada pelo diretor das escavações, Gustav Hirschfeld, mas tornou-se largamente aceita no século XIX. Em 1927 Carl Blümmel publicou a primeira crítica mais consistente negando a atribuição, baseando-se na análise do estilo e na técnica usada, alegando que eram típicos do Período Helenístico. Muitos outros acadêmicos mais tarde declararam suas dúvidas, mas de acordo com Antonio Corso a única objeção significativa contra a autoria de Praxíteles que permanece valendo é a existência uma ponte marmórea entre o manto e o quadril de Hermes, um recurso técnico de estabilização da estrutura que só é conhecido no Período Helenístico. Porém, o número de estátuas de mármore do Período Clássico que sobrevive é extremamente pequeno, sendo muito arriscado estabelecer um padrão geral a partir de amostra tão limitada. O estilo geral representa bem o Classicismo Tardio. As proporções alongadas e a postura sinuosa, relaxada e sensual de Hermes são consideradas traços típicos da obra de Praxíteles.
Todas as características consideradas anômalas que têm sustentado as críticas contra a autoria de Praxíteles são circunstanciais ou baseadas em evidências fracas, comparações mal documentadas e critérios pouco consistentes, e podem ser explicadas pela sua personalidade como um artista inovador ou pelas intervenções posteriores que a peça sofreu. Além disso, as alternativas propostas de datação e autoria, que chegam a supor o grupo como uma obra romana original inspirada em mestres clássicos ou uma cópia romana de um original grego, se contradizem mutuamente e têm levantado outros problemas difíceis de conciliar. Apesar desse conjunto de dificuldades e contradições, segundo Olga Palagia e Jerome Pollitt, importantes especialistas, a crítica recente em geral considera o grupo como uma cópia de um original de Praxíteles, ou mesmo de autor desconhecido, mas na opinião pessoal desses autores, é provável que seja o original descrito por Pausânias, opinião compartilhada com Antonio Corso, Brunilde Ridgway e vários outros especialistas reputados. Seja como for, a obra se fixou no cânone do mestre, tem sido um termo comparativo fundamental para o entendimento do seu estilo, e o prestígio do grupo como uma obra sofisticada e de alta qualidade permanece indisputado.